# Rot (Kocher)
Die Rot ist ein linker Nebenfluss des Kochers von über 37 Kilometern Länge im nördlichen Baden-Württemberg, der in östlicher bis südöstlicher Richtung fast auf ganzer Länge durch den Naturpark Schwäbisch-Fränkischer Wald zieht und bei Gaildorf-Unterrot mündet. Zur Unterscheidung von anderen Flüssen gleichen Namens, von denen einige recht nahe verlaufen, wird sie gelegentlich auch Fichtenberger Rot genannt.

## Name
Erstmals schriftlich erwähnt wird das Gewässer im Jahr 1027 als Scamnirote (*Scaminrote „kleine, kurze Rot“). Als Siedlungsname erscheint der Name schon im Frühmittelalter als
Raodhaha (787) oder Rotaha (848, 856, 996), was „rotes Fließgewässer“ bedeutet. Als Benennungsmotiv dürfte die rötliche Erde gedient haben.

## Geographie

### Ursprung

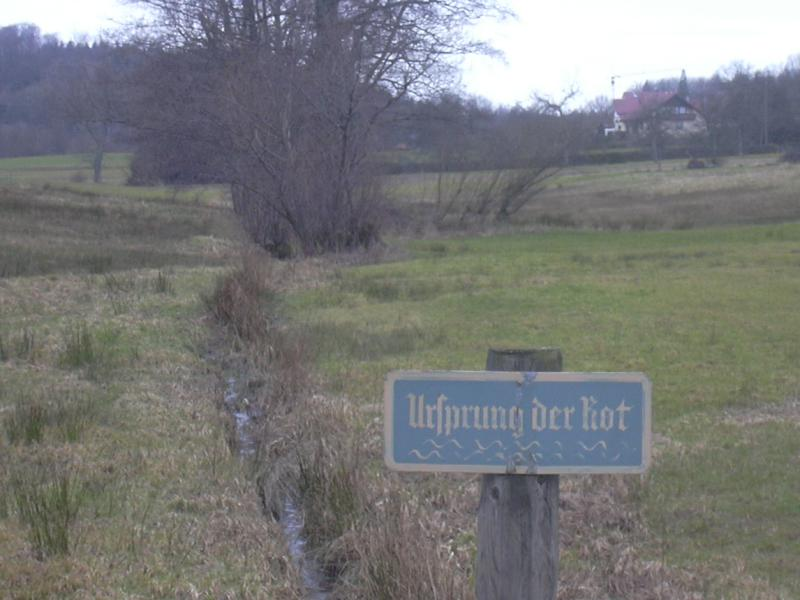
„Ursprung der Rot“ beim Stollenhof, Blick bachaufwärts.

Die Rot entsteht nahe dem Steilabfall der Keuperstufe im Grenzgebiet zwischen Mainhardter Wald und Löwensteiner Bergen, im westwärts gerichteten Keil der gegen das Wüstenroter Chausseehaus auslaufenden Hochfläche des Mainhardter Waldes. Es werden verschiedene Bachursprünge angegeben, der landesamtliche liegt gegenüber einer Abbaugrube an der Ostseite der von der Bundesstraße 39 beim Gehöft Bernbach südwärts abzweigenden Straße nach Wüstenrot (K 2102) auf etwa 495 m ü. NHN. Aufwärts zieht sich durch eine feuchte Wiese noch ein Entwässerungsgraben weiter gegen das Chausseehaus und den Fuß des Hackenbergs im Westen, auf Karten teilweise als blauer Lauf eingezeichnet, von wo aber der Zufluss nicht beständig ist. Nimmt man dessen oberes Ende als Rot-Ursprung, so liegt dieser ungefähr auf 499 m ü. NHN. Die beiden genannten Straßen entwässern ebenfalls bei feuchter Witterung über einen Graben neben der K 2102 von Norden her zum offiziellen Ursprung, an der Abzweigung liegt die B 39 selbst etwas über 500 m ü. NHN und steigt nach Westen zu noch etwas an.
Etwa 800 Meter weiter östlich und bachabwärts, wo eine Nebenstraße vom Stollenhof nach Süden in den Weihenbronner Wald den grabenartigen Lauf quert, weist ein Schild mit der Aufschrift „Ursprung der Rot“ auf einen wieder anderen Ursprung hin, der diesmal auf wenig unter 485 m ü. NHN liegt.

### Verlauf

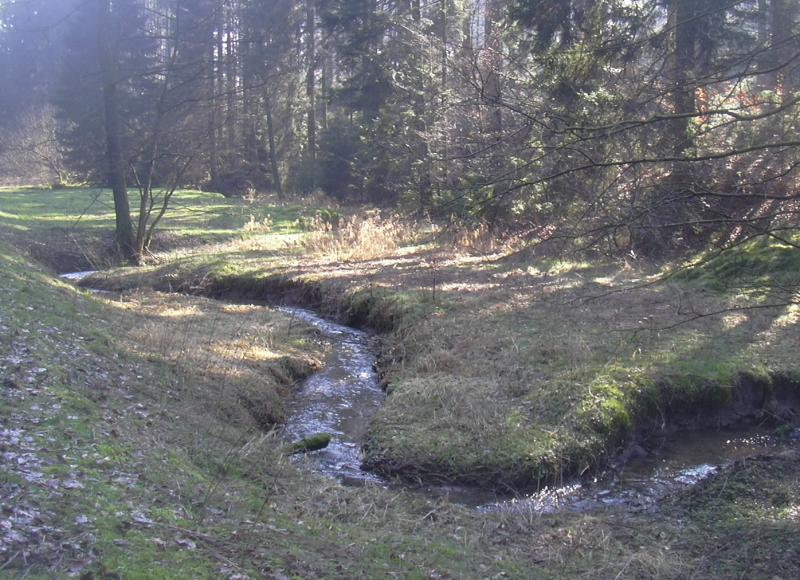
Mäander im Bachverlauf

Die Rot fließt sodann durch wegloses Gelände unterhalb von Finsterrot in südöstliche Richtung. Hierbei durchquert sie das 13 Hektar große Naturschutzgebiet Wiesen im Rot- und Dachsbachstal bei Finsterrot, dessen Nasswiesen wegen des Vorkommens von Trollblumen und Orchideen geschützt wurden. Die naturbelassenen Uferzonen bieten hier außerdem Vögeln wie der Wasseramsel und dem Eisvogel ausreichend Nistgelegenheiten.

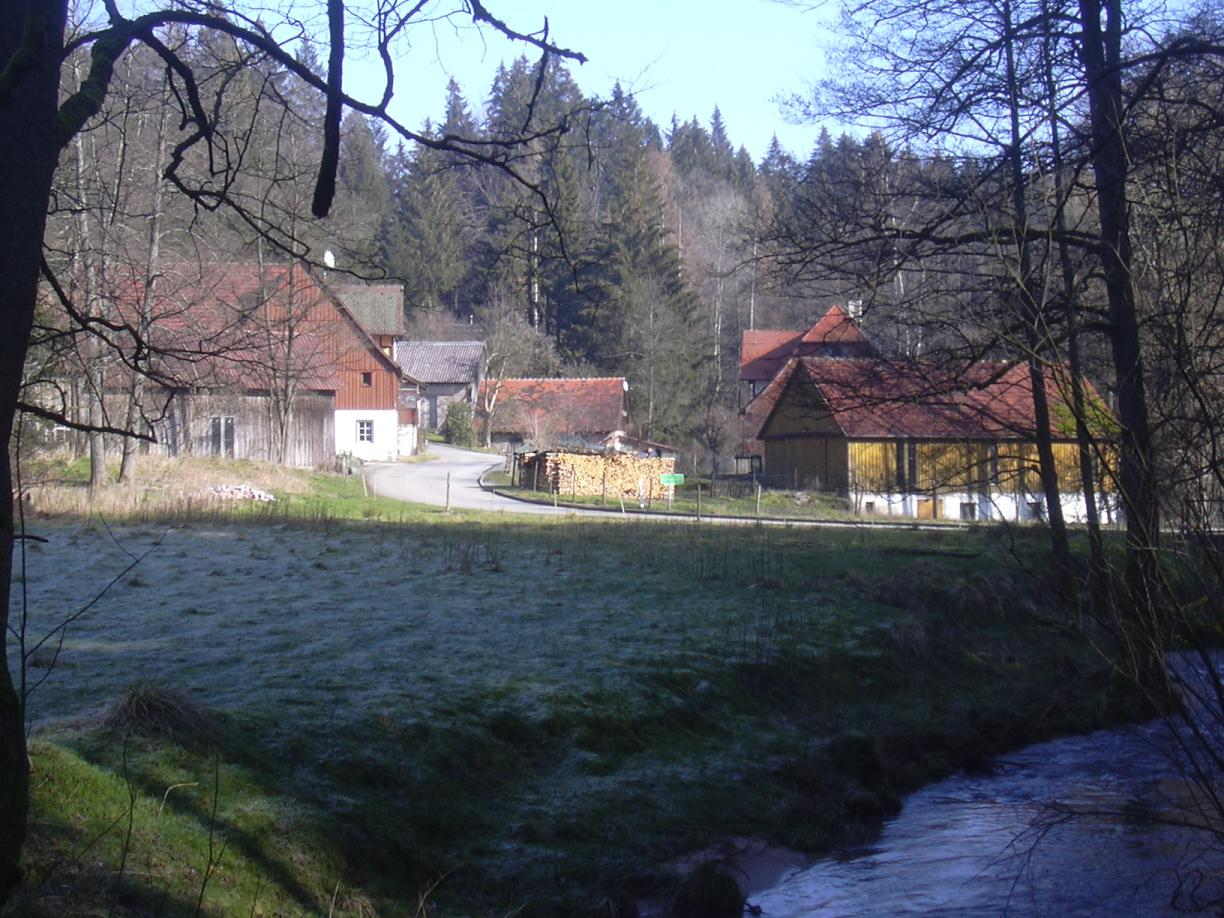
Hammerschmiede im oberen Rottal bei Mainhardt

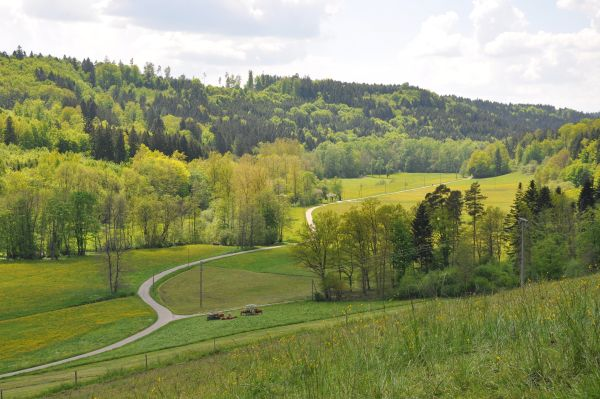
Das Rottal bei Wielandsweiler (Blick talaufwärts)

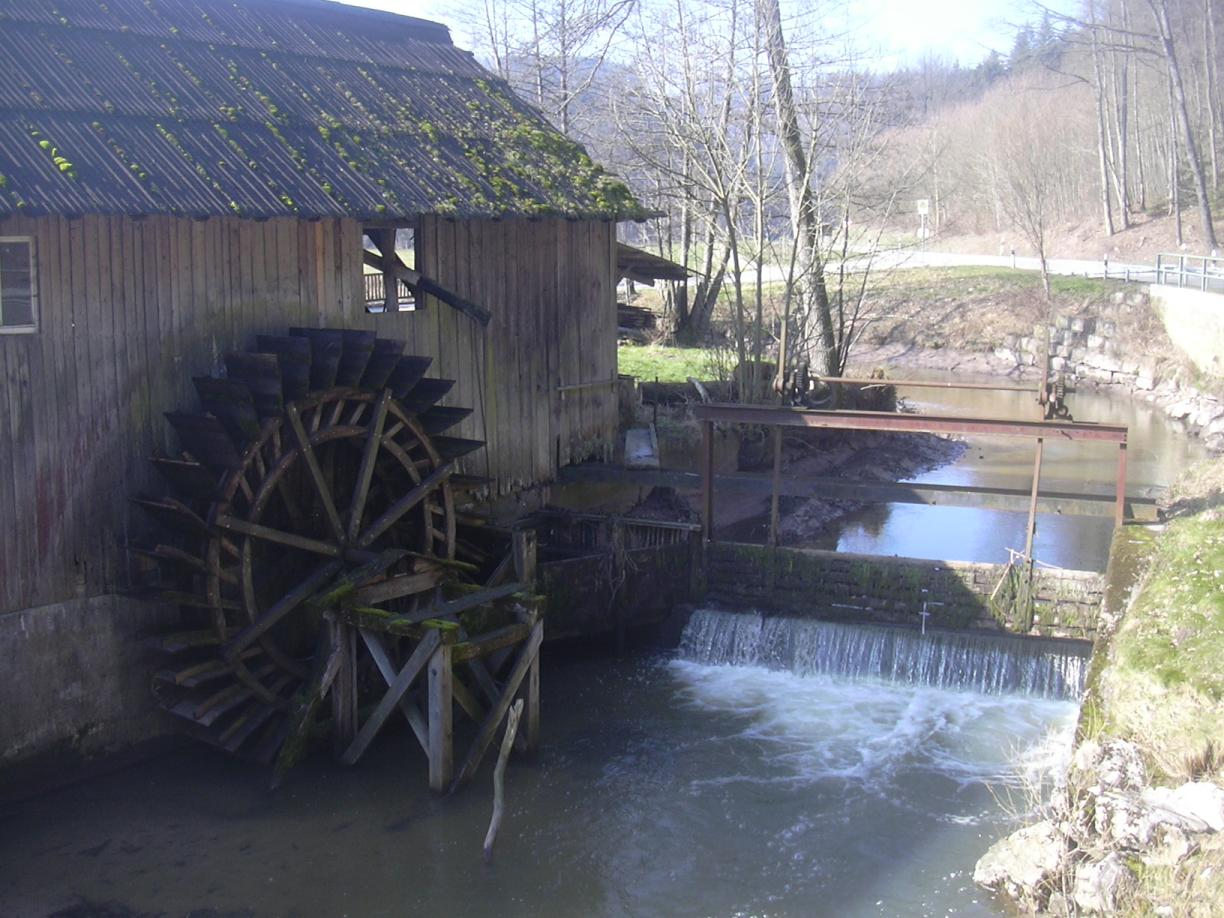
Mühlrad der Hammerschmiede bei Oberrot

Nach ca. 5,5 Kilometern erreicht die Rot Böhringsweiler.
Inzwischen durch zahlreiche kleine Bäche aus dem Wüstenroter Gemeindegebiet gestärkt, ist ihr Lauf jetzt menschlicher Nutzung zugänglich. Die Rot hat sich in diesem Abschnitt in ein 60 Meter tiefes, enges Tal eingegraben und fließt in östliche Richtung. Bei Böhringsweiler wird die Rot kurz von einer Landstraße begleitet, danach von einer Forststraße. Die Bundesstraße 14 durchquert das Rottal zwischen Großerlach und Mainhardt und bietet somit eine Zufahrt in das beliebte Wandergebiet. Ausgeschilderte Radwege begleiten den Lauf von nun an bis zur Mündung. Auf längerer Strecke bildet der Bach die Gemeindegrenze zwischen Großerlach und Mainhardt. Von wirtschaftlicher Nutzung zeugen die Namen Neusägmühle, (zweimal) Hammerschmiede sowie das Sägewerk an der Rösersmühle. Bis heute sind die im Mittelalter errichteten Mühlen die einzigen Siedlungen im oberen Rottal. Bei der eingangs des 20. Jahrhunderts aufgegebenen Hankertsmühle überschritt der Bach einst den Limes; das Kleinkastell Hankertsmühle sicherte dort die Grenze. Bei der Traubenmühle weitet sich das Tal zusehends, und nach ca. 17 km wird bei Wielandsweiler erstmals ein kleiner Ort erreicht.
Hier, nach der Hälfte des Flusslaufs, ist das Tal sehr viel breiter geworden. Von jetzt an fließt die Rot wieder nach Südosten und wird von einer Landesstraße begleitet, deren Anlage erst im 19. Jahrhundert zur Gründung von Wielandsweiler führte. Die Besiedlung besteht bis Oberrot aus einzelnen Mühlen, von denen die Hammerschmiede noch ein sehenswertes großes Mühlrad aufweist. Ab Oberrot bestimmen größere Siedlungen den Flusslauf. Über den Oberroter Ortsteil Hausen erreicht die Rot nach etwa 29 Kilometern Fichtenberg.
Ab Fichtenberg fließt die Rot über Mittelrot und Unterrot in östliche Richtung dem Kocher zu. Hier am Unterlauf hat das Tal größere Bedeutung für den Verkehr, es ist der östliche Teil der Verkehrsachse, die sich zwischen Backnang durchs obere Murrtal über einen niedrigen Pass an der „Schanze“ bei Fichtenberg ins Tal zieht und dann von hier weiter bis Gaildorf im Kochertal; die verkehrsreiche Landesstraße 1066 und die Bahnstrecke Waiblingen–Schwäbisch Hall-Hessental laufen auf dieser Strecke nebeneinander aus der Region Stuttgart in den nordöstlichen Landesteil Baden-Württembergs.
Am Pegel Mittelrot beträgt der langjährige mittlere Abfluss 1,94 m³/s (gemessen 1980–2003). Kurz nach Unterrot mündet die Rot nach etwa 36 Kilometern auf 326 Metern Meereshöhe in den Kocher.

### Einzugsgebiet
Die Rot hat ein 137,4 km² großes Einzugsgebiet, das naturräumlich gesehen in den Schwäbisch-Fränkischen Waldbergen liegt, mit dem oberen Teil im Unterraum Hinterer Mainhardter Wald, ab dem Mittellauf etwas vor Oberrot liegt der Talzug im Unterraum Gaildorfer Becken und die rechten Höhen liegen ab etwas vor Fichtenberg im Unterraum Kirnberger Wald. Seinen mit 586,9 m ü. NHN höchster Punkt erreicht es auf der Hohen Brach an der südwestlichen Wasserscheide, in deren Verlauf auch noch einige andere Liaskuppen etwas über 560 m ü. NHN ragen.
Die Rot hat ein vergleichsweise schmales Einzugsgebiet mit vielen kleinen Zuflüssen. Reihum grenzt es an die Einzugsgebiet der folgenden Nachbargewässer:
- Im Norden liegt jenseits der Wasserscheide das obere Einzugsgebiet des Bernbachs, der zur Brettach läuft;
- im Nordosten fließen die Brettach weit unterhalb der Rot zum Kocher, dann kurz die Ohrn, wieder länger die Bibers und bis zur Mündung kleinere Zuflüsse;
- im Südosten fließt nur ein kleinerer Bach zum Kocher;
- im Süden grenzt kurz das Einzugsgebiet des oberhalb der Fichtenberger Rot den Kocher speisenden Lein an, die Quellen von deren beiden Zuflüssen ebenfalls des Namens Rot liegen wenig jenseits der Scheide;
- hinter der sehr langen südwestlichen Wasserscheide entwässert die Murr über ihre rechten Zuflüsse den Abfluss zur anderen Seite, zuletzt über die Lauter.

Die Gesamtwasserscheide zur Brettach folgt etwa dem Verlauf der B 39 (bis Mainhardt) und dann der B 14. Im Südwesten verläuft die Grenze vom Hagberg entlang einer Linie über den Pass-Sattel der Schanze zwischen Fichtenberg und Fornsbach über die Kette der Liaskuppen mit der Hohen Brach, Großerlach bis hinauf zum Hackenberg wenig westlich des Rotursprungs.
Neben den von der Rot selbst durchquerten Gemeinden zählen zum Einzugsgebiet noch Teile von Rosengarten (Landkreis Schwäbisch Hall), Spiegelberg, Murrhardt (bei Kirchenkirnberg) (alle im Rems-Murr-Kreis) sowie von Gschwend (Horlachen, Eichenkirnberg, Honkling) (Ostalbkreis).

### Zuflüsse
Die Rot hat ein sehr schmales Einzugsgebiet, in dem zahlreiche eher kurze Gewässer den darin ziemlich zentral laufenden Fluss erreichen. Den längsten Lauf hat mit 6,5 km ihr Unterlaufzufluss Rauhenzainbach (Mündung von rechts bei Fichtenberg), unter den anderen sind allein der Rötenbach (Mündung von links am Mittellauf bei Schwäbisch Hall-Wielandsweiler) und Glattenzainbach (Mündung nach dem Rauhenzainbach von rechts zwischen Fichtenberg und Mittelrot) länger als 5 km.

### Ortschaften
Ortschaften am Lauf mit ihren Zugehörigkeiten. Nur die Namen tiefster Schachtelungsstufe bezeichnen Siedlungsanrainer.
- Landkreis Heilbronn
  - Gemeinde Wüstenrot
    - Stollenhof (Weiler, links auf der nahen Wasserscheide)
    - Spatzenhof (Weiler, rechts in etwas Abstand)
    - Bärenbronn (Weiler, links auf der nahen Wasserscheide)
    - Weihenbronn (Weiler, links über dem Talhang)
    - Binsenhof (Wohnplatz, links am oberen Talhang)
- Rems-Murr-Kreis
  - Gemeinde Großerlach
    - Hals (Weiler, rechts über dem Talhang)
- Landkreis Schwäbisch Hall
  - Gemeinde Mainhardt
    - (links, hier ohne Besiedlung)
- Rems-Murr-Kreis
  - Gemeinde Großerlach
    - Böhringsweiler (Weiler, rechts am Hangfuß)
    - Schlossmühle (links)
    - Liemersbach (Weiler, rechts bis weit auf den Talhang)
- Landkreis Schwäbisch Hall
  - Gemeinde Mainhardt
    - Neusägmühle (Hof, links)
    - Hammerschmiede (Hof, links)
    - Rösersmühle (Weiler, links)
    - Altmönchsberg (Wohnplatz, links am Hang)
    - Hankertsmühle (Wüstung mit Bauresten, rechts)
    - Traubenmühle (Hof, links)
    - Scherbenmühle (Hof, rechts)

  - Stadt Schwäbisch Hall (Teilgemarkung Bibersfeld)
    - Buchhof (Wohnplatz, links am Hang)
    - Wielandsweiler (Weiler, links)

  - Gemeinde Oberrot
    - Obere Kornberger Sägmühle (Wohnplatz, links am Hangfuß)
    - Hammerschmiede (Wohnplatz, links)
    - Untere Kornberger Sägmühle (Hof, rechts)
    - Badhaus (Wohnplatz, rechts)
    - Ebersberger Sägmühle (Hof, rechts)
    - Obermühle (Weiler, links)
    - Amselhalde (Wohnplatz, linker Hangfuß)
    - Neumühle (Wohnplatz, rechts)
    - Oberrot (Dorf)
    - Hausen an der Rot (Dorf, links)

  - Gemeinde Fichtenberg
    - Stöckenhofer Sägmühle (Wohnplatz, rechts)
    - Fichtenberg (Dorf, zunächst und überwiegend links)
    - Wörbelhöfle oder Winterhaus (Wohnplatz, rechts am Hang gegenüber dem vorigen)
    - Kronmühle (Gehöft, rechts)
    - Reutehaus (Wohnplatz, rechts am Unterhang)
    - Mittelrot (Weiler, links)

  - Stadt Gaildorf
    - Reutfeld (Hof, rechts am Unterhang)
    - Chausseehaus (Wohnplatz, rechts am Oberhang)
    - Unterrot (Dorf, Kernort rechts, Siedlungsteil Arwatal links gegenüber)
    - Ölmühle (Wohnplatz, links bei Arwatal)

## Flussgeschichte
Wie ähnlich auch die längere Lein im Süden, die Bibers im Nordosten, Eisbach und Blinde Rot im Osten fließt die Rot entgegen der allgemeinen Abflussrichtung des aufnehmenden Kochers nach Osten bis Süden, was von der ehemaligen Zugehörigkeit der Flüsse zum danubischen System zeugt, ehe sie später durch die Anzapfung des Kochers bei Unterrot begann, über den Kocher in Neckar und Rhein zu entwässern.

## Fischbestand
In der Rot (mit Häufigkeitsverteilung in %) kommen vor:
- Elritze (39 %)
- Bachforelle (22 %)
- Koppe (12 %)
- Schmerle (9 %)
- Außerdem noch Gründling (4 %), Strömer (4 %), Äsche (3 %)[7]
- Weiterhin kommen noch Steinkrebs und Signalkrebs vor.[8]

## Namensgleiche Flüsse in der Umgebung
Die in den Kocher mündende Rot ist der größte unter mehreren Wasserläufen dieses Namens in den Schwäbisch-Fränkischen Waldbergen. Namensbasen sind die östlich von Welzheim durch die Vereinigung von Schwarzer Rot und Finsterer Rot entstehende Rot, die der Lein zufließt, die sogenannte Gschwender Rot, die bei Täferrot weiter östlich ebenfalls in die Lein mündet, sowie die Blinde Rot, die dem Kocher bei Abtsgmünd zufließt.

### LUBW
Amtliche Online-Gewässerkarte mit passendem Ausschnitt und den hier benutzten Layern: Lauf und Einzugsgebiet der Fichtenberger Rot

Allgemeiner Einstieg ohne Voreinstellungen und Layer: Daten- und Kartendienst der Landesanstalt für Umwelt Baden-Württemberg (LUBW) (Hinweise)
1. 1 2 3  Höhe nach dem Höhenlinienbild auf dem Hintergrundlayer Topographische Karte.
2. 1 2  Höhe nach grauer Beschriftung auf dem Hintergrundlayer Topographische Karte.
3. ↑  Länge nach dem Layer Gewässernetz (AWGN).
4. ↑  Einzugsgebiet nach dem Layer Aggregierte Gebiete 05.

### Andere Belege
1. 1 2  Ursprung nach dem Verlauf auf der LUBW-FG10 (Polygonzug), Karten geben andere, voneinander abweichende Auskünfte. Äußerstenfalls könnte die Quelle auch gut 200 m weiter westnordwestlich liegen, wodurch sich die hier angegebene Länge um etwa einen Viertelkilometer vergrößerte und die Quelle etwa 4 m höher läge.
2. ↑  Siehe auch die Fußnote zur fragwürdigen Quelllage.
3. ↑  Hochwasservorhersagezentrale, Landesanstalt für Umwelt Baden-Württemberg
4. ↑  Albrecht Greule: Deutsches Gewässernamenbuch. Walter de Gruyter, Berlin / Boston 2014, ISBN 978-3-11-057891-1, S. 448, „²Rot“ (Auszug in der Google-Buchsuche).
5. ↑  Wolf-Dieter Sick: Geographische Landesaufnahme: Die naturräumlichen Einheiten auf Blatt 162 Rothenburg o. d. Tauber. Bundesanstalt für Landeskunde, Bad Godesberg 1962. → Online-Karte (PDF; 4,7 MB)
6. ↑  Hansjörg Dongus: Geographische Landesaufnahme: Die naturräumlichen Einheiten auf Blatt 171 Göppingen. Bundesanstalt für Landeskunde, Bad Godesberg 1961. → Online-Karte (PDF; 4,3 MB)
7. ↑  Verbreitung, Gefährdung und Schutz von Strömer und Steinkrebs in Kocher, Bühler und Fichtenberger Rot im Landkreis Schwäbisch Hall (PDF, 2,5 MB)
8. ↑  Verbreitung, Gefährdung und Schutz von Strömer und Steinkrebs in Kocher, Bühler und Fichtenberger Rot im Landkreis Schwäbisch Hall (PDF, 2,5 MB)